# オルーミーイェ空港
オルーミーイェ空港はイラン・西アーザルバーイジャーン州の都市オルーミーイェの空港。都市および空港の名オルーミーイェはウルミア、ウルミーヤ、ウルミエ、オルミア、オルミーヤなどさまざまな表記がある。

## 就航航空会社・路線
| 航空会社             | 就航地                     |
| -------------------- | -------------------------- |
| イラン航空           | テヘラン（メヘラーバード） |
| イラン・エアツアーズ | テヘラン（メヘラーバード） |

## 統計
元のウィキデータクエリを参照してください.

## 事故
- 2011年1月9日、イラン航空277便墜落事故。悪天候下の当空港への最終進入時に着陸復航したのち、墜落。77人死亡。